# Европейский маршрут E94
Европейский маршрут Е94 — европейский автомобильный маршрут категории А в Греции. Начинается на западе Греции в Коринфе, идёт на восток через города Мегара и Элевсин и заканчивается в греческой столице Афины у Саронического залива. Длина маршрута — 83 км.
Е94 связан с маршрутами
- E65
- E962
- E75